# 七小福 (1988年電影)
《七小福》是1988年上映的一部香港電影，由羅啟銳執導，洪金寶、鄭佩佩、林正英、岑建勳主演，為依據香港京劇大師的生平事跡為基礎改編的電影作品。本片囊括第25屆金馬獎及第8屆香港電影金像獎共九項大獎；洪金寶憑本作榮獲香港電影金像獎和亞太影展雙料最佳男主角。

## 劇情簡介
1962年12月1日，九歲的頑童陳港生（阿龍）出身貧窮，母親李玉蘭把他送進了于占元辦的「中國京劇學校」學習梨園生計，為期十年。從此，他和小師兄弟三毛、阿彪等一起練功，念戲白、畫臉譜，生活十分艱苦清貧。師傅于占元忠直淳厚，他在困難條件下苦心經營，一方面對徒弟無比嚴厲，一方面對他們備加呵護，希望他們能繼承戲劇的良好傳統。大弟子三毛身手不凡，是同輩中的領袖。
隨著年齡增長，這些孩子們的技藝與日俱增，他們一起到荔園獻藝，參加各種演出。一次，在偶然的機會下，阿龍與程劍仙師傅之粵劇戲班的小仙相識相戀，眾兄弟們暗中幫助，反鬧出不少笑話。
同時，于占元亦和程劍仙漸生情愫。由於傳統戲劇在香港開始無人問津，戲團面臨困境。程劍仙決定解散她的粵劇戲班，她邀請于占元一起移居美國，于占元委婉回復：「能來便來，不用等我。」
由於缺乏觀眾，「七小福」戲團被荔園解僱，「中國京劇學校」又被將政府拆遷，于占元只好退休並移居美國，眾師兄弟到製片廠去作武師為生。最後，「七小福」戲團的弟子們經過十多年的勤學苦練，終於各自開創出一番天地，成為香港影壇的代表人物之一。

### 經典對白
- 于占元：「要想吃好東西，就得先學會唱好戲！吃麵包皮糖水？沒出息！」

- 于占元：「我們做人是往高處看的，就算掉下來，也是翻上去過了。三年出個狀元，十年才出個小生。」

- 于占元：「小時候我在北京一條胡同裡學戲，學了十年。後來在中國大陸到處流浪，唱戲唱了十五年，到了香港，辦了這間學校，又耗了我十五年。一個人用四十年的時間，做同一樣事情，那得有很大的耐心。捱到山窮水盡，鞋底也磨穿了，天不知地知，你不知我知，不管成功失敗，總算對得起自己，可是師父不知道，是不是對得起你們。」

- 于占元教學：「你說你公道，我說我公道，公道不公道，只有天知道。」（出自蘇三起解）

## 人物角色
| 角色名稱     | 演員   | 備註         |
| ------------ | ------ | ------------ |
| 占元         | 洪金寶 |              |
| 程劍仙       | 鄭佩佩 |              |
| 于華元         | 林正英 | 于占元之師弟 |
| 街頭棋王     | 岑建勳 |              |
|              | 午馬   | 導演         |
| 李玉蘭       | 李殿馨 | 阿龍的母親   |
| 小仙         | 劉小慧 | 阿龍的女友   |
| 阿龍         | 張文龍 |              |
|              | 楊仕賢 |              |
|              | 蕭明魁 |              |
| 三毛         | 鍾錦任 |              |
| 元彪（少年） | 黃劍偉 |              |
| 元彪（幼年） | 顧輝   |              |
|              | 李殿朗 |              |
|              | 何柏光 |              |
|              | 何沛東 |              |
|              | 彭潤祥 |              |
|              | 秦貴寶 |              |

## 獎項
| 年份 | 頒獎典禮            | 獎項                     | 名單                   | 結果 |
| ---- | ------------------- | ------------------------ | ---------------------- | ---- |
| 1988 | 第25屆金馬獎        | 最佳劇情片               |                        | 獲獎 |
| 1988 | 第25屆金馬獎        | 最佳導演                 | 羅啟銳                 | 獲獎 |
| 1988 | 第25屆金馬獎        | 最佳男主角               | 洪金寶                 | 提名 |
| 1988 | 第25屆金馬獎        | 最佳男配角               | 林正英                 | 提名 |
| 1988 | 第25屆金馬獎        | 最佳原著劇本             | 羅啟銳、張婉婷         | 獲獎 |
| 1988 | 第25屆金馬獎        | 最佳攝影                 | 鍾志文                 | 獲獎 |
| 1988 | 第25屆金馬獎        | 最佳剪輯                 | 鄺志良、余純           | 獲獎 |
| 1988 | 第25屆金馬獎        | 最佳錄音                 | 邵氏錄音室、嘉禾配音室 | 獲獎 |
| 1988 | 第25屆金馬獎        | 最佳原著音樂             | 盧冠廷                 | 獲獎 |
| 1988 | 第33屆亞太影展      | 最佳男主角               | 洪金寶                 | 獲獎 |
| 1989 | 第8屆香港電影金像獎 | 最佳電影                 |                        | 提名 |
| 1989 | 第8屆香港電影金像獎 | 最佳導演                 | 羅啟銳                 | 提名 |
| 1989 | 第8屆香港電影金像獎 | 最佳編劇                 | 羅啟銳、張婉婷         | 提名 |
| 1989 | 第8屆香港電影金像獎 | 最佳男主角               | 洪金寶                 | 獲獎 |
| 1989 | 第8屆香港電影金像獎 | 最佳攝影                 | 鍾志文                 | 獲獎 |
| 1989 | 第8屆香港電影金像獎 | 最佳剪接                 | 鄺志良、余純           | 提名 |
| 1989 | 第8屆香港電影金像獎 | 最佳美術指導             | 黃仁逵                 | 提名 |
| 1989 | 第8屆香港電影金像獎 | 最佳音樂                 | 盧冠廷                 | 提名 |
| 1989 | 第8屆香港電影金像獎 | 柯達傑出技術獎           |                        | 獲獎 |
| 1989 | 第25屆芝加哥影展    | 銀雨果獎：最佳導演處女作 | 羅啟銳                 | 獲獎 |

## 軼事
- 影片於台灣上映時，恰巧與台灣出產的喜劇電影《七小福》發生同名，最終如期不改片名上映。

## 外部連結
- 香港影庫上《七小福》的資料（繁體中文）
- 開眼電影網上《七小福》的資料（繁體中文）
- 豆瓣电影上《七小福》的資料 （简体中文）
- 时光网上《七小福》的資料（简体中文）
- AllMovie上《七小福》的资料（英文）
- 爛番茄上《七小福》的資料（英文）
- 互联网电影数据库（IMDb）上《七小福》的资料（英文）